# Praia de Castilla
A Praia de Castilla é o nome pelo qual é conhecida a costa litorânea de Huelva desde Doñana até a zona de Mazagón (Espanha) dentro da área de Arenas Gordas.
De vinte km de comprimento, recebeu este nome após a Reconquista, quando foi nomeada em homenagem ao Reino de Castela (Castilla), por ser a primeira saída para o Oceano Atlântico ao sul da Península Ibérica dos territórios da Coroa de Castela. Belas praias e dunas incluem lugares como Asperillo, reconhecido como monumento nacional da Andaluzia, El Arenosillo, Cuesta Maneli, Base e Julián, Morla e Mazagón.